# 墨泗
墨泗（朝鮮語: 묵사）は、中国明の文官であり、朝鮮氏族の広寧墨氏の始祖である。中国揚州出身。
明で兵部尚書を務めていたが、李氏朝鮮に帰化した。
墨泗の息子の墨萬根と孫の墨夢南は共に李氏朝鮮時代に通政大夫を務めた。